# Місто плетених вулиць
«Місто плетених вулиць» (також «Ткач») — другий роман фінської письменниці Еммі Ітяранти, що вийшов 2015 року у Фінляндії, а наступного року у видавництві HarperCollins. Як і в разі свого дебютного роману, Ітяранта написала фінський та англійський рукописи одночасно.
Роман вийшов у червні 2016 року у Великій Британії під назвою «Місто плетених вулиць», а в листопаді 2016 року — у США під назвою «Ткач», тоді як фінська версія вийшла в жовтні 2015 року під назвою «Kudottujen kujien kaupunki».

## Сюжет
В романі, дія якого розгортається на безіменному острові, викладено історію Еліани, молодої ткалі, чиє спокійне життя раптово похитнулося через прибуття німої дівчини з витатуйованим на долоні ім'ям Еліани. Еліана дізнається, що її ганебні таємниці розгадуються разом із таємницями антиутопічного суспільства, у якому вона живе, і вона повинна навчитися використовувати свої приховані навички, щоб допомогти нужденним.

## Нагороди
Роман отримав літературну премію міста Тампере та премію Кувастая. Він також увійшов до короткого списку премії Tähtivaeltaja.